# Loch Roan
Loch Roan är en sjö i Storbritannien.   Den ligger i riksdelen Skottland, i den centrala delen av landet, 500 km nordväst om huvudstaden London. Loch Roan ligger 174 meter över havet.  Trakten runt Loch Roan består i huvudsak av gräsmarker.